# Organisation pour la science et la société
L'Organisation pour la science et la société est une composante de l'Université McGill de Montréal, qui se consacre à la vulgarisation scientifique. Les membres de son personnel et ses collaborateurs font la lumière sur les mythes pseudo-scientifiques et offrent des connaissances scientifiques au public, par des cours, les médias, des événements publics et des livres.

## Histoire
L'OSS se veut un moyen de faire aimer la science aux non-scientifiques
.
L'organisation a été fondée en 1999 sous le nom de Organisation pour la chimie et la société par les professeurs de chimie Joseph Schwarcz, David Harpp et Ariel Fenster, Schwarcz assumant le rôle de direction. Les fondateurs ont changé le nom lorsqu'ils ont réalisé qu'ils mettraient d'autres sciences à contribution, telle la biologie,. Il était clair dès le début que l'OSS visait à éduquer le public sur une vaste gamme d'enjeux:

« Cette organisation unique se consacrera à disséminer de l'information à jour dans les domaines de l'alimentation, de la médication, des cosmétiques, et de la santé en général. Elle s'adressera au public, aux enseignants et aux étudiants, par la radio, la télévision, la presse, les consultations publiques, les conférences publiques, l'enseignement en salle de classe et l'Internet. »

— Joseph Schwarcz, 2009

« Notre but est d’essayer de communiquer au public une vue non biaisée, une vue objective sur les enjeux de la société vis-à-vis de la science. Quand il y a une nouvelle qui risque de toucher les gens, on essaie d’expliquer ce que c’est, ce qui se passe, et dans ces cas-là on travaille énormément avec les médias. »

— Ariel Fenster, 2011
L'OSS est financée par l'Université McGill. En 2011, elle a bénéficié d'un octroi de 5,5 millions $ de la Fondation familiale Trottier. Les intérêts sur cette somme permettent la poursuite des activités de l'organisation.

## Situation actuelle

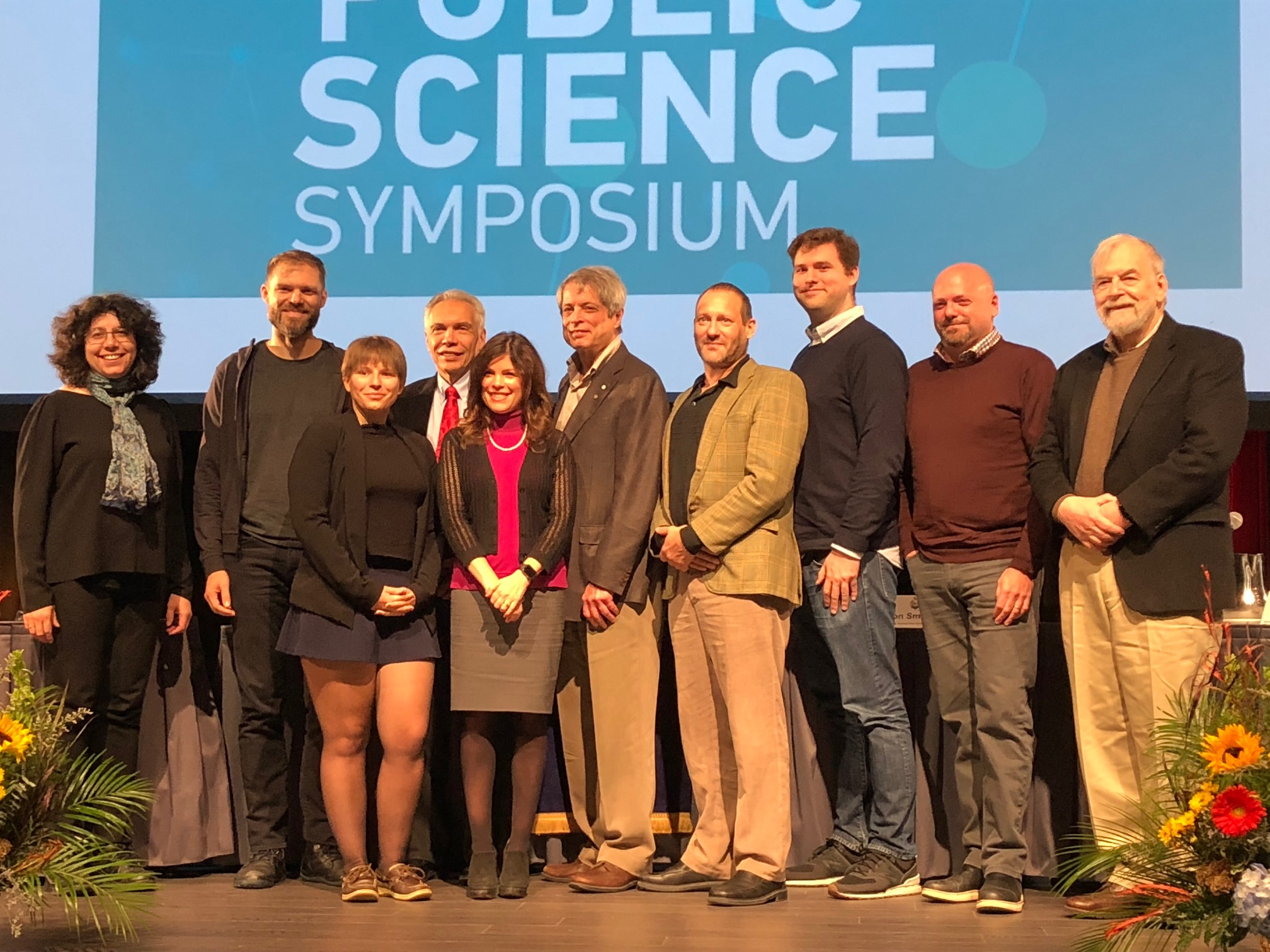
Conférenciers du Symposium scientifique pour le public Lorne Trottier 2018. De gauche à droite: Doina Precup, Derek Ruths, Ada McVean, Joseph Schwarcz, Tal Arbel, Lorne Trottier, Cameron Smith, Alex Shee, Ian Kerr, Kenneth Foster.

Aujourd'hui, l'OSS mène les activités suivantes,:
- Présentations éducatives sur des thèmes scientifiques.
- Entrevues à la radio et la télévision.
- Chroniques dans les journaux.
- Vidéos sur le web.
- Publication de livres.
- Symposium annuel Trottier.
- Coordination de certains cours.
- Enquête sur des produits et thérapies potentiellement frauduleuses.

La prolifération d'informations trompeuses ou frauduleuses sur la santé a motivé l'OSS à ajouter à ses activités la production de vidéos publiés pour le web. L'une d'entre elles a attiré l'attention au niveau international au mois de juillet 2018, lorsque son lancement a été publicisé par des sceptiques disposant d'une imposante présence en ligne, dont David Gorski, Susan Gerbic et Kavin Senapathy, de même que le comédien Scott Rogowsky. La vidéo a rapidement été vue 10 millions de fois. Imitant le format de vidéos faisant la promotion de fausses cures pour les personnes atteintes de cancer, celle de l'OSS présente révèle une découverte médicale de Johan R. Tarjany (une anagramme de Jonathan Jarry, de l'OSS) avant d'encourager les gens à faire preuve de scepticisme et à se renseigner,,,.
Les interventions publiques de l'OSS ont attiré l'attention et les critiques de praticiens des médecines alternatives, en particulier des homéopathes accusant OSS d'ignorer des études semblant indiquer que ce type de traitements est plus efficace d'un placebo. Certains ont tenté (sans succès) de provoquer une intervention de l'université et de restreindre leur accès aux médias,.